# Schönbühel-Aggsbach
Schönbühel-Aggsbach là một thị xã thuộc huyện Melk trong bang Niederösterreich.